# Harmancık
Harmancık là một huyện thuộc tỉnh Bursa, Thổ Nhĩ Kỳ. Huyện có diện tích 410 km² và dân số thời điểm năm 2007 là 8340 người, mật độ 20 người/km².